# Kalibeji (Tuntang)
Kalibeji is een bestuurslaag in het regentschap Semarang van de provincie Midden-Java, Indonesië. Kalibeji telt 2988 inwoners (volkstelling 2010).